# Moi Willy, fils de rock star
Moi Willy, fils de rock star (My Dad the Rock Star) est une série télévisée d'animation canado-française en 26 épisodes de 24 minutes créée par Gene Simmons, produite par Nelvana, diffusée entre le 1er septembre 2003 et le 5 juillet 2004 sur Télétoon.

## Synopsis
Willy Zilla est un garçon d'environ 13 ans, tout ce qu'il y a de plus banal à l'exception d'une chose : il est le fils du célèbre chanteur de rock Rock Zilla.
Au début de la série Willy ne veut pas que les gens, et tout particulièrement ses camarades de classe, sachent qu'il est l'enfant de la rock star. Mais ses amis, Alyssa et Quincy le découvre vite. La sœur de Willy, Serenity, au contraire, mise tout sur la célébrité de son père, notamment en débarquant à l'école en limousine. La mère de Willy, Crystal, est une experte en yoga. Parfois, Willy a vraiment honte de sa famille ! Heureusement, Ziggy, l'imprésario/chauffeur de son père est là pour comprendre Willy et l'aider. Souvent, il le considère comme un deuxième père.
Rock Zilla est doté d'une grande langue à l'instar de Gene Simmons, le bassiste du groupe de hard rock Kiss qui est aussi le créateur de la série.
Gene Simmons a une très grande langue de 7 pouces estimée à 1 million de dollars, d'où la super langue de Rock Zilla et de son maquillage, petite touche personnelle de Gene Simmons.

## Production
Gene Simmons voulait créer une série de dessins animés avec une rock star bruyante pour ses enfants. L'idée du dessin animé est née lorsque le fils de Gene, Nick, à l'époque où il était à la maternelle, a apporté une image de Gene en train de baver du sang et de cracher du feu pour un projet sur ce que font ses parents, ce qui a peut-être influencé le personnage de Willy Zilla.
Avant de devenir une série, elle est devenue un livre intitulé « Mon père, la star du rock : Rebelle malgré lui » en 2001. Comme Gene aimait les émissions de Nelvana, il les a appelées pour une idée de dessin animé. À l'origine, il était censé parler du groupe KISS lui-même, mais il a ensuite été changé en une famille de parents rock-stars, qui étaient basées sur la famille de Gene. Rock Zilla est en fait une version fictive de Gene Simmons lui-même, comptant sa « longue langue » caractéristique. Gene lui-même a choisi Lawrence Bayne comme voix du personnage. Willy est basé sur le fils de Gene, Nick, et Serenity est basé sur la fille de Gene, Sophie. Crystal est également basé sur la femme de Gene, Shannon Tweed, qui, étant canadienne, a aidé Gene à convaincre Nelvana de faire l'émission. Gene a été le producteur exécutif et le créateur, tandis que le reste de la production a été réalisé au Canada.
La série a été interrompue après l'épisode final treizième de saison 2 « L'amour est aveugle », jusqu'à ce qu'il soit annoncé que l'émission se terminait, malgré les audiences populaires, peut-être pour que Gene continue sa carrière musicale. Il y avait également un épisode non diffusé qui mettait en valeur les véritables talents de rappeuse d'Alyssa, intitulé « Silent Springs' Most Wanted » (qui est une référence au film Le Truand de Malibu), mais il n'a jamais eu la chance d'être diffusé. Il n'a jamais été relancé à temps pour diffuser une troisième saison.

## Distribution
- Tony Marot : Willy
- Thierry Mercier : Rock
- Laura Préjean : Crystal
- Edwige Lemoine : Sérénité et voix additionnelles
- Jean-Claude Donda : Ziggy, le père de Quincy (1re voix, épisode 1), M. Malfactor et voix additionnelles
- Donald Reignoux : Buzz, Damon D’Angelo et voix additionnelles
- Caroline Combes : Alyssa
- ? : Angela D'Angelo
- Adrien Antoine : Quincy, Brad, Victor, Eminance et voix additionnelles
- Patrice Baudrier puis Patrick Préjean : Scoop
- Alexis Tomassian : interprète du générique
- Sylvain Lemarié : Franco, Walter
- Guillaume Orsat : M. D'Angelo, Marty Blum
- Christophe Lemoine : Mark
- Marion Game : Mme Devigna, Suzie
- Michel Modo : le père de Quincy (2e voix, saison 2)
- Delphine Braillon : la sœur de Quincy, une policière et voix additionnelles
- Antoine Tomé : Artie
- Hervé Grull : Jason
- Jacques Frantz : Papy

version française réalisée sous la Direction artistique de Françoise Blanchard S1 et Christian Bénard S2 avec une adaptation des dialogues par Olivier Jankovic
 Source et légende : version française (VF) sur RS Doublage

## Épisodes

### Première saison (2003)
1. Bienvenue à Claireville (Welcome to Silent Springs)
2. La maison des horreurs (Zilla's House of Horrors)
3. L'Opus de Rockzilla (Mr. Zilla's Opus)
4. Haute infidélité (High Infidelity)
5. Angela D'Angelo (Angela D'Angelo)
6. Le candidat (The Candidate)
7. Le solo de Willy (Willy Unplugged)
8. Surprise partie (Dance Party)
9. Voyance et coincidences (Psychic Convention)
10. Au grand air (Call of the Wild)
11. Pour quelques amis en plus (Mr Big)
12. Rebelle malgré lui (Rebel Without a Nose Ring)
13. Rock Story (Meet the Zillas)

### Deuxième saison (2004)
1. Rock à la rue (Going for Broke)
2. De rock en fils (Rock Is from Mars, Willy Is from Venus)
3. Cinq ça suffit (The Sound of Zilla)
4. Noël à domicile (Home for the Holly Daze)
5. Rock à la une (What's the Scoop?)
6. Un petit coup de vieux' (Rock Bottom)
7. Il faut sauver Willy (Saving Sawchuck)
8. Rock roi du désert (King of the Desert)
9. Retour aux sources (Big Willy on Campus)
10. Rockzilla la métamorphose (Metamorphic Rock)
11. Les Meilleurs Voisins du monde (Kant Buy Me Love)
12. Un bon vieux rock (Chip Off the Old Rock)
13. L'amour est aveugle (Blind Date)

## Personnages
- Willy Zilla : le personnage principal de la série. Fils du célèbre Rock Zilla, il souhaite avoir une vie normale et a honte de sa famille qu'il considère anormal. Depuis que sa famille s'est installé à Clairville, il devient progressivement plus à l'aise dans ce qu'il est et accepte son nouveau mode de vie plus « normal ». Il aime le jazz et jouer de la trompette.
- Rock Zilla : le père de Willy et de Sérénité, et rockeur très célèbre. Il est irresponsable et immature dans son rôle de père, et a toujours tendance à se conduire comme un adolescent. Personnage basé sur Gene Simmons, le bassiste de KISS et créateur de la série, il a une longue langue, des longs cheveux verts et porte du maquillage en permanence. Il ne supporte pas son père, un violoniste accompli et adorateur de musique classique.
- Crystal Zilla : la mère de Willy et de Sérénité. Elle est une experte en yoga et une adepte du spiritualisme. Elle est souvent calme et montre beaucoup d'affection pour ses deux enfants et son mari.
- Sérénité Zilla (Serenity en VO) : la sœur de Willy. Elle représente le stéréotype de l'adolescente gâtée, superficielle et qui attire le charme des autres garçons. Au contraire de Willy, elle profite de la notoriété de son père pour gagner de la popularité à l'école, notamment en se rendant là-bas en limousine.
- Ziggy (Skunk en VO) : le chauffeur personnel des Zilla et manager de Rock. Willy compte souvent sur Ziggy dès qu'il a des problèmes. Il se loge dans le bus de tournée de Rock, garée près de la maison des Zilla, en se servant de cela comme appartement.
- Motch : un dragon de Komodo, qui est l'animal de compagnie des Zilla.
- Alyssa : la meilleure amie de Willy. Elle est brillante, mais aussi sarcastique, et environnementaliste. Elle deviendra la petite amie de Willy au dernier épisode de la série.
- Quincy : l'autre meilleur ami de Willy. Il aime le basket-ball et peut se montrer parfois maladroit. Son père est un comptable.
- Buzz Sawchuck : la brute de l'école, qui persécute souvent Willy. Il parle souvent à la manière d'un acteur shakespearien, fait de long discours et des monologues.
- Principal Malfactor : comme son nom l'indique, il est le principal du collège de Willy et ses amis. Strict et disciplinaire, il n'aime pas vraiment Willy. Il a tenté de retirer le programme de musique au collège, ainsi que de renvoyer Willy, mais ces tentatives échouent à chaque fois à cause de l'intervention de Rock.
- M. Kant : le voisin des Zilla. Il ne supporte pas du tout Rock à cause du vacarme qu'il cause.
- Angela D'Angelo : La première fille dont Willy est tombé amoureux. Ses parents sont extrêmement surprotecteurs et désapprouvent tellement Rock que lorsqu'ils ont appris que Willy était le fils de Rock, ils ont déménagé en Alaska pour s'éloigner de lui (épisode 5, saison 1).
- Scoop : un paparazzi qui harcèle fréquemment Rock et sa famille. Willy a déjà fait appel à lui une fois afin de piéger Buzz (épisode 5, saison 2).